# おんなの家
『おんなの家』（おんなのいえ）は、1974年から1993年までTBS系列の東芝日曜劇場枠で放映されシリーズ化された橋田壽賀子による家族ドラマのシリーズで全16作が放送されたテレビドラマである。

## 概要
3姉妹・梅（杉村春子）・葵（山岡久乃）・桐子（奈良岡朋子）が経営する東京下町の炉端焼き「花舎」（はなや）を舞台にしたホームドラマ。毎回、長女の梅が注文を間違えたり料理の皿を落とす等の粗相をしては妹たちからの叱責を受け、足腰の不調を訴えて仕事を辞めたいと愚痴をこぼしては姉妹喧嘩に発展する等の騒動、店に訪れる様々な人々との交流から起こるささやかな事件の顛末が描かれる。
1993年3月28日の最終話をもって終了。これをもって日曜劇場の単発ドラマ枠の歴史に幕を降ろした。なお、プロデューサーの石井が最終話にカメオ出演していた。

## 出演
- 梅（長女／焼き方担当）：杉村春子
- 葵（三女／焼き方担当）：山岡久乃
- 桐子（四女／仕入れ・経理担当）：奈良岡朋子
- さくら（亡くなった次女の娘）：和泉雅子（その十五～特別企画は出演なし）
- 直人（さくらの夫）：大和田伸也（その七・その十、その十三～特別企画は出演なし）

## スタッフ
- プロデューサー：石井ふく子
- 作：橋田壽賀子
- 演出：鴨下信一（その一、その三～最終話）、山本和夫（その二）
- 音楽：小川寛興
- 技術：中島靖人（その一～その二）
- 映像：白取靖弘（その一～その二）
- カラー調整：浅利敏夫（その一～その二）
- 照明：加藤静夫（その一）、和田洋一（その二）
- 音声：鈴木武夫（その一～その二）
- 美術デザイン：八木恵一（その一～その二）
- 美術制作：仲井志汎（その一～その二）
- タイトル：篠原栄太（その一～その二）

※スタッフは各話確認できたものを記載

## 衣裳
- 銀座 ますいわ屋（その一）

・鈴乃屋（その二～最終話）※その十二では、鈴乃屋の店員が着物を見せに来る場面で登場する

## 各話について
| 各回     | あらすじ | ゲスト | 初回放送日     |
| -------- | --- | --- | -------------- |
| その一   | 3姉妹の父の初七日が過ぎ、父の遺言状が届く。そこには、店の半分を姪のさくらへ、あとの半分を姉妹で分けろとあったが、桐子は不満な態度を示し、花舎を売ろうとする。 | 財津一郎、奥村公延、光枝明彦、高原駿雄、冷泉公裕、萩生田千津子 | 1974年2月24日  |
| その二   | 毎日のように花舎へ通ってくる男（船越英二）に次第に惹かれていく3姉妹。そんな中、九州へ嫁いだ姪のさくらが夫・直人（大和田伸也）と共に帰京する。 | 船越英二、岡村春彦、中島元、森康子、グループあらくれ | 1974年12月8日  |
| その三   | 姉妹喧嘩の最中、忠（藤田まこと）、義（寺田農）、信（山中聡）という3兄弟の客が訪れるが、実は近所で炉端焼きの店を開く予定で下見に来ていたことが露見する。慌てて店を改装したり、さくらを呼び戻したりと対策を練るが、実はライバルの開店は難航していた。 | 藤田まこと、寺田農、山中聡、光枝明彦、中島元、三宅康夫、肥土尚弘、松野邦夫 | 1975年5月25日  |
| その四   | 店に突然現れ無銭飲食をはたらいた現代っ娘のカンナ（研ナオコ）に翻弄される3姉妹。カンナは亡父の遺言状のことや花舎の事情に詳しく、さくらまで巻き込んでの騒動となる。 | 研ナオコ、高原駿雄、丸岡奨詞、中島元、佐々木一哲、芹川洋、寺泉哲章、佐古正人、柏木隆太、松野邦夫 | 1975年10月26日 |
| その五   | 桐子が店の客でダンプカーの運転手・竹野（新克利）に恋をし、ついには結婚の約束までするが、興信所の調査で竹野には過去があることが分かり、恋の成就が見通せなくなる。 | 新克利、中島元、佐々木一哲、芹川洋、梅津栄、森本健介、南川順二 | 1976年4月18日  |
| その六   | 共稼ぎの両親が出張したため、透（坂上忍）と明子（二階堂千寿）との幼い兄妹は花舎へ食事にやってくる。兄妹のことが心配になった梅は住まいを訪れるが、明子が熱を出しており花舎で面倒をみることにする。両親（伊藤正次、小鹿ミキ）は礼もろくに告げず二人を連れ帰っていく。 | 小鹿みき、坂上忍、伊藤正次、二階堂千寿、中島元、加藤土代子、佳島由季、篠田薫、石井義幸、岩城和男 | 1976年11月21日 |
| その七   | 桐子が仕入れの途中、交通事故に逢い足を骨折する。店を切り盛りするために板前を募る。二人で一人という触れ込みで雇われた光治（井上順）と友彦（坂東正之助）の二人の評判は芳しくなり、桐子は養子に迎えたいとまで言い出すがそこには二人の家庭の事情があった。 | 井上順、坂東正之助、丹古母鬼馬二、青山哲也、団巌、和久井節緒、中島元、二代目三遊亭歌奴、山岡甲、大山豊、桐生史雄、岸野一彦、田辺しげる、高橋享、町田幸夫                                                         | 1977年6月5日   |
| その八   | ある日の売上勘定から、三万円の現金が足りないと桐子が言い出し、姉妹は言い合いになった末、梅と桐子は家を出てしまう。さくら夫婦は心配して上京、葵を助けるが仲々思うように切り盛りできずにやきもきとする日々を過ごす。 | 市川翠扇、小島敏彦、中島元、平田守、上村香子、山﨑猛、堀川和栄、岡本四郎、隈本吉成 | 1978年4月16日  |
| その九   | 梅が昔連れ添っていた男の娘で花子（泉ピン子）と名乗る女が現れ、梅を母として慕う。梅は花子を養女にしたいと言い出すが、突然姿を消し、許婚という男と再び訪れ、本当はその人物こそが昔連れ添った男の 息子であると言い始める。 | 泉ピン子、新沼謙治、山﨑猛、佐々木一哲、寺島信子、木村翠、神保なおみ、藤井敏夫、森健介、進藤忠、芝村洋子 | 1979年4月8日   |
| その十   | 夫がハワイへ行き、正月を東京で過ごすことにしたさくらを思い、桐子はみんなで正月を温泉で過ごそうとするが、3姉妹は占いのお告げに従ってしまいそれぞれバラバラな行動を取り別々の正月を過ごすハメになる。 | 大鹿次代、中島元、佐々木一哲、松熊信義、進藤忠、森本健介、神静也、原敏晴、阿部道雄、横井徹、桐原史雄 | 1980年1月20日  |
| その十一 | 倒れた酔客（大坂志郎）を介抱したが、甚八と名乗る男は帰る家が無いと言い出す。さくらは同情し、甚八は花舎の住み込み奉公を始めるが、仕事を取られたかのようになった梅が男の素性をあばこうと画策する。 | 大坂志郎、田原俊彦、小林トシ子、中島元、田辺寿見子、桐原史雄、原敏晴、清郷秀人、藤井敏夫 | 1981年4月12日  |
| その十二 | さくらが臨月のお腹を抱え、夫と共に帰ってきた。姑の世話で出産する予定だったが、姑が狭心症で倒れたため、実家に帰ってきたという。跡継ぎが決まったかのようにはしゃぐ3姉妹を横に、さくら夫妻は浮かない表情を見せる。 | 宝生あやこ、田口守、源重之、西村淳二、島香裕、山本譲二、安田隆、只野操、八木秀司、峰まり、森本健介、横川美智雄、小野崎秀、塚本一郎                                                                               | 1982年4月4日   |
| その十三 | 花舎開店27周年のサービス期間で賑わう中、粗相をしてしまった若い男の客（川﨑麻世）から「老いぼれ」と言われた梅は隠居することを選び、有料老人ホームに入る。しかし、環境に馴染めず、退屈で寂しい日々を過ごすことになる。 | 川﨑麻世、岡本信人、長山藍子、山本學、小川知子、音無美紀子、一の宮あつ子、原ひさ子、宮川洋一、安田隆、山﨑猛、佐々木一哲、深谷みさお、初音礼子、西口紀代子、橋本菊子                                             | 1983年10月30日 |
| その十四 | ハワイ旅行の帰りに寄ったさくらのみやげ話を聞き、梅と葵はハワイへ行きたいと桐子にねだり、業を煮やした桐子は3姉妹でのハワイ旅行を決めるが、梅が鍋をひっくり返して足を火傷してしまい、入院してしまう。 | 山﨑猛、中島元、近松敏夫、田原アルノ、小島敏彦、須永慶、桐原史雄、山岡八高、別府康男、坂東耕一郎、阿部渡、岸本功、コニー・アイランダース、クウレイナニ・フラクラブ                                               | 1985年2月10日  |
| その十五 | 張り紙を見て花舎で働くことになった雪子（泉ピン子）という女は長い労働時間や安い給料に文句をつけ、10日ほどで出ていってしまう。その後、次に務めていたスナックで倒れ入院し、梅が看病することになる。その気持ちに応え、雪子は改心し花舎に戻り、半年ほどで一人前に成長した。3姉妹は養女にしようとまで考え始める。 | 山本學、富沢亜古、山本哲也、泉ピン子 | 1988年10月9日  |
| 最終話   | 不景気の煽りで客足の伸びない花舎。ある日訪れた女の客・貴子（佐久間良子）が現金の持ち合わせがないと言い、代わりにダイヤの指輪を置いて行くが、その後、投身自殺を図る。身柄を引き取りに行った桐子は、そのまま貴子を連れ帰り、店で雇うことにする。貴子はたちまち人気者となり、店は連日大繁盛となるが、仕事を奪われた形の梅は面白くなく、家出して仙台の雪子（泉ピン子）の嫁ぎ先に身を寄せる。ある日、来店したてまり（池内淳子）と小桃（長山藍子）が、貴子の顔に見覚えがあると言い出し、貴子の素性が知れてしまう。 | 佐久間良子、二谷英明、池内淳子、長山藍子、泉ピン子、東山紀之、岡本健一、岡本信人、梅野泰靖、冷泉公裕、赤木春恵、石坂浩二、石野真子、大空眞弓、小川知子、音無美紀子、香川京子、中田喜子、藤岡琢也、森光子、山本學 | 1993年3月28日  |

## 小説
1993年、橋田寿賀子自ら小説化している。

## 舞台
2017年、明治座で公演。7度目の舞台化である。